# Období dešťů

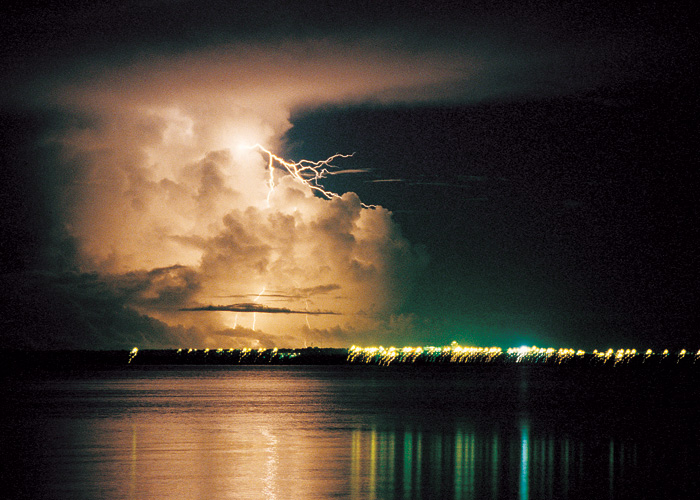
Bouře v období dešťů v Darwinu, Austrálie

Období dešťů je roční období v tropickém podnebném pásu, kde se střídá s obdobím sucha. Období dešťů trvá tři až sedm měsíců a oproti období sucha jsou pro něj typické dlouhodobé vydatné srážky.